# Sick of It
"Sick of It" je první singl z alba Rise křesťanské rockové skupiny Skillet z roku 2013. Singl byl zveřejněn  8. dubna 2013 na SoundCloudu, 9. dubna byl uveden v iTunes Store a 23. dubna byl uveden do amerických rockových rádií.

## Pozadí
V rozhovoru před vydáním celého alba zpěvák John Cooper prohlásil: "Vidíme něco jako bombový útok v Bostonu a je to šokující, ale ne tak šokující, jako by to možná bylo kdysi, kvůli všem těm hrozným věcem, které se dnes dějí. A já si říkám: ‚To si ze mě děláte srandu!‘. Všichni už máme všech těch tragédií plné zuby. Ta píseň zní velmi naštvaně a agresivně, ale je to skutečné - takhle ty věci cítím."

## Obsazení
- John Cooper – zpěv, basová kytara
- Korey Cooper – rytmická kytara, klávesy, doprovodné vokály
- Jen Ledger – bicí, doprovodné vokály
- Seth Morrison – sólová kytara